# De Haas (Benthuizen)
De Haas is een korenmolen in de Zuid-Hollandse plaats Benthuizen (gemeente Alphen aan den Rijn) uit 1772. Het is een ronde stenen stellingmolen met een opvallende kleurstelling: terwijl hij aan een kant wit geschilderd is, is de andere zijde van de romp zwart. In 1932 werden de beide roeden verwijderd en werd de stelling gesloopt. Nadat in 1956 het bedrijf was opgeheven, stond alleen nog de romp die verschillende keren op de nominatie stond om gesloopt te worden. In 1983 werd begonnen met de restauratie, die in 1985 werd afgerond. Tijdens de restauratie bleek de fundering zeer slecht te zijn. Bij de herstelwerkzaamheden is De Haas rechtgezet. Stichting Molen De Haas is sinds 1986 verantwoordelijk voor het beheer en onderhoud van de molen.
In de molen zijn twee koppels maalstenen aanwezig, waarvan een windgedreven. Het andere koppel wordt aangedreven door een elektromotor. De Haas maalt op vrijwillige basis graan, ook voor menselijke consumptie.

## Foto's en video

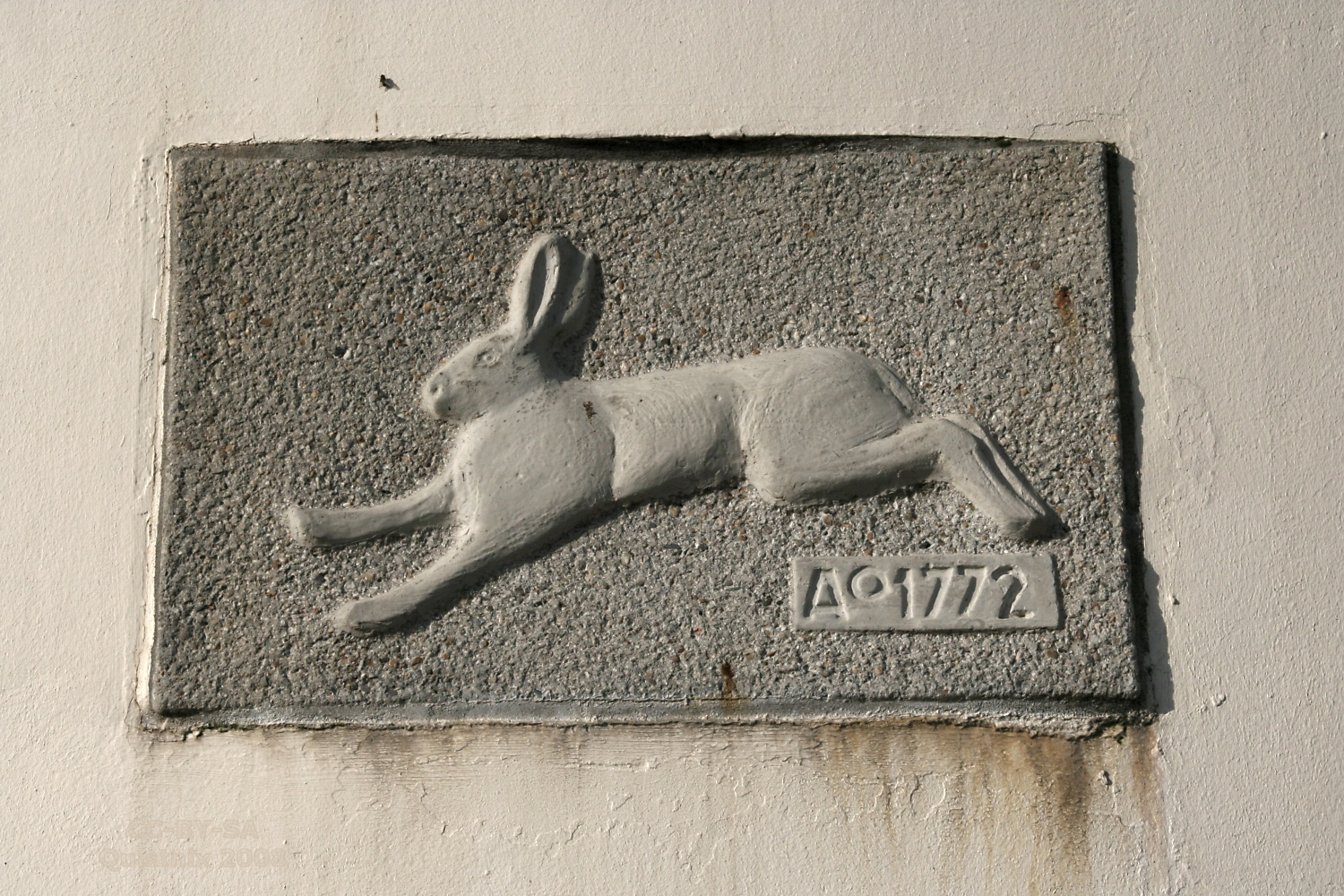
Gevelsteen
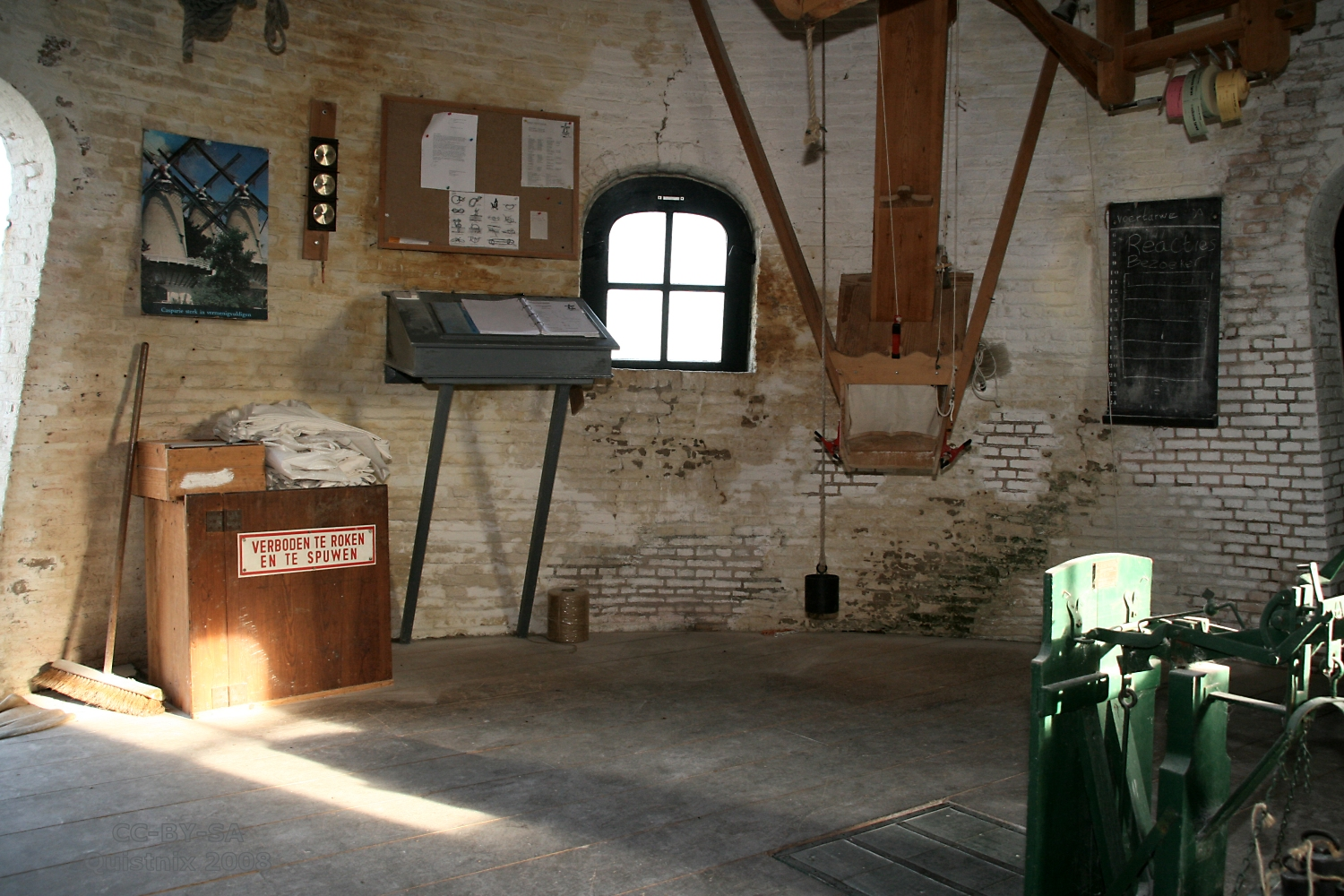
Maalzolder
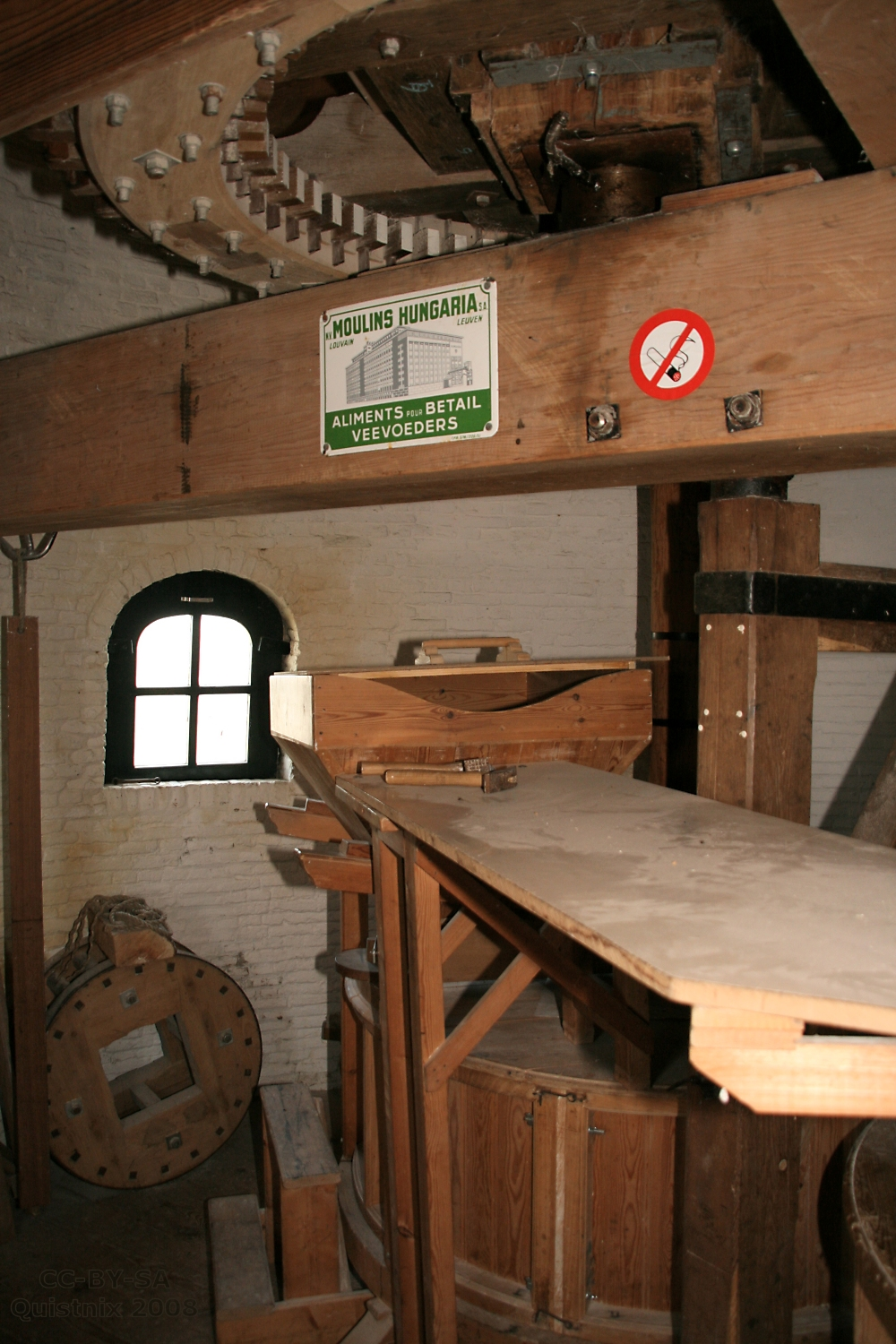
windgedreven maalkoppel
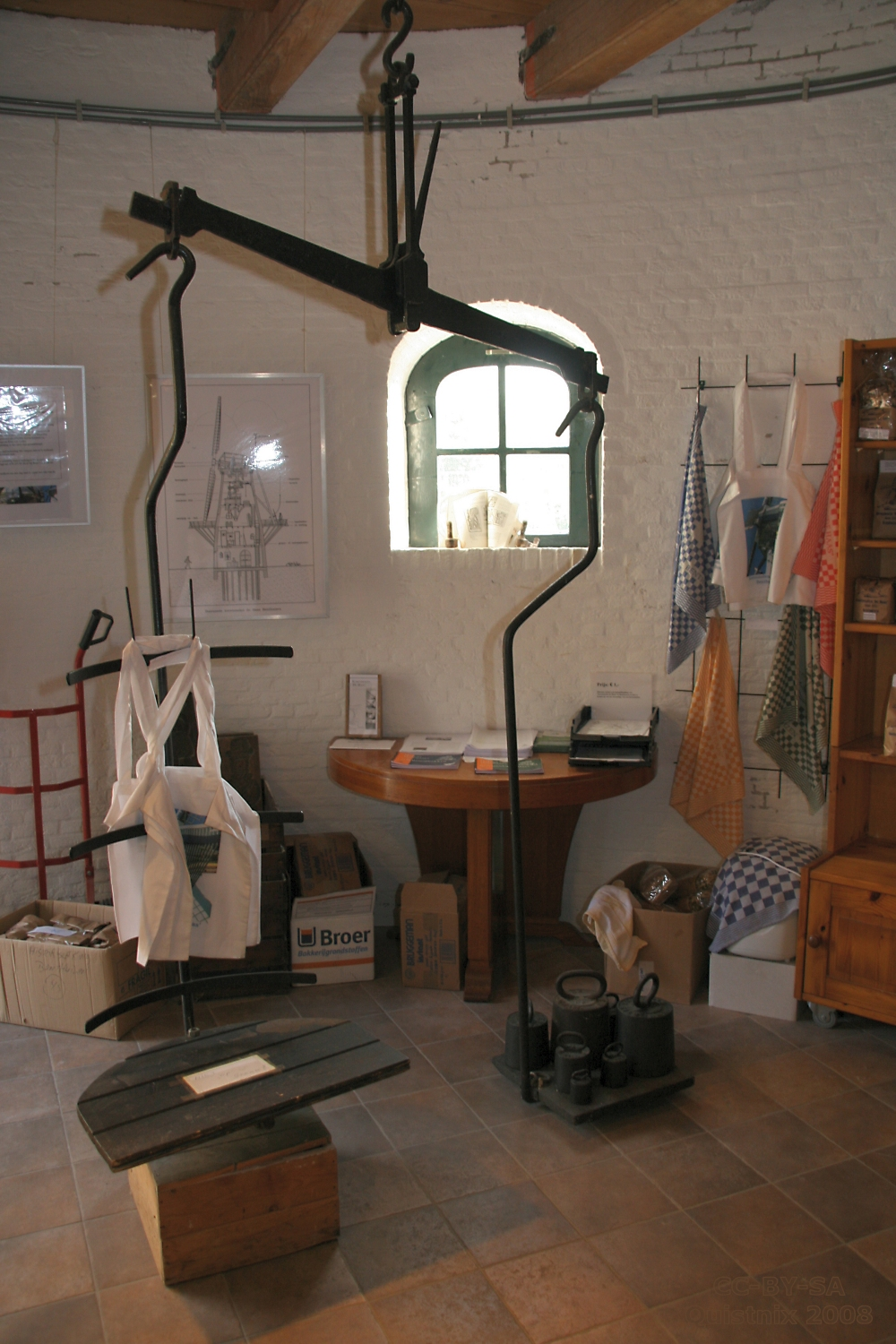
Weegschaal voor het wegen van zakken